# 市山ファーマシー
株式会社市山（医薬品卸部門） （いちやま）は、かつて和歌山県和歌山市松島225に本社を置いていた、主に医薬品・医療機器の卸売りを扱う企業であった。現在は、小売部門としてドラッグハウス・調剤薬局となっている。かっては、和歌山県内売上高トップの総合医薬品卸であった。

## 概要
- 代表取締役社長・市山寿次
- 資本金・2,000万円

## 沿革
- 明治39年　4月1日設立
- 昭和45年　本社を中心に「林薬品」（岡山県）・「東和薬品」（広島県）・「森田草楽堂」（奈良県）・「常盤薬品」（山口県）・「サンエイ薬品」（徳島県）等の11社の共同出資で「水無月産業株式会社」を設立
- 昭和55年　「株式会社市山」に商号変更
- 昭和62年　奈良県の「奈良薬品」の医薬品卸部門と市川の医薬品卸部門を統合し「株式会社カイホウ」設立

## 主な取引メーカー
- 武田薬品
- 藤沢薬品
- 第一製薬
- 稲畑産業
- 山之内製薬
- 中外製薬
- エーザイ
- 大日本製薬
- 扶桑薬品
- ミドリ十字
- 台糖ファイザー
- 日本新薬
- 萬有製薬
- 日本ブリストル
- 大木
- 雪印
- 鳥居薬品
- 田辺製薬
- 三共

## 営業所
- 田辺支店
- 新宮支店
- 新宮支店・串本連絡所
- 御坊支店

## 関係会社
- 市山製薬

## 営業地域
- 和歌山県・大阪府・奈良県・三重県